# Jazz Contrasts
Jazz Contrasts è un album di Kenny Dorham, pubblicato dalla Riverside Records nel 1957. Il disco fu registrato al "Reeves Sound Studios" di New York, nelle date indicate.

## Tracce
Lato A
1. Falling in Love with Love – 9:14 (Richard Rodgers, Lorenz Hart) – Registrato il 21 maggio 1957
2. I'll Remember April – 12:07 (Don Raye, Gene DePaul, Patricia Johnston) – Registrato il 21 maggio 1957

Lato B
1. La Rue – 4:31 (Clifford Brown) – Registrato il 27 maggio 1957
2. My Old Flame – 5:25 (Sam Coslow, Arthur Johnston) – Registrato il 27 maggio 1957
3. But Beautiful – 2:44 (Johnny Burke, James Van Heusen) – Registrato il 21 maggio 1957
4. La Villa – 7:01 (Kenny Dorham, Gigi Gryce) – Registrato il 21 maggio 1957

## Musicisti
Brani A1, A2, B3 & B4
- Kenny Dorham  - tromba
- Sonny Rollins  - sassofono tenore
- Hank Jones  - pianoforte
- Oscar Pettiford  - contrabbasso
- Max Roach  - batteria

Brani B1 & B2
- Kenny Dorham  - tromba
- Sonny Rollins  - sassofono tenore (solo nel brano B2)
- Betty Glamann  - arpa
- Hank Jones  - pianoforte
- Oscar Pettiford  - contrabbasso
- Max Roach  - batteria